# Illuminations (Wishbone Ash)
Illuminations è il diciassettesimo album in studio del gruppo rock inglese Wishbone Ash, pubblicato nel 1996.

## Tracce
1. Mountainside – 6:02
2. On Your Own – 5:32
3. Top of the World – 6:38
4. No Joke – 6:48
5. Tales of the Wise – 10:03
6. Another Time – 5:25
7. A Thousand Years – 4:07
8. The Ring – 4:36
9. Comfort Zone – 4:27
10. Mystery Man – 4:30
11. Wait Out the Storm – 3:46

## Formazione
- Andy Powell - chitarre, voce
- Roger Filgate - cori, chitarre, basso, tastiere
- Mike Sturgis - batteria
- Tony Kishman - voce, cori